# Khâu Phù Vưu Đê thiền vu
Khâu Phù Vưu Đê thiền vu (giản thể: 丘浮尤鞮单于; phồn thể: 丘浮尤鞮單于; bính âm: Qiūfúyóudīchányú ?-57, cai trị 56-57), thuộc Luyên Đê thị, tên là "Mạc", là con trai của Ô Châu Lưu Nhược Đê thiền vu của Hung Nô, ban đầu là Tả Hiền Vương. Năm Kiến Vũ Trung Nguyên thứ 1 (56) thời Đông Hán, Hải Lạc Thi Trục Đê thiền vu mất, không có người thừa kế nên Khâu Phù Vưu Đê lên làm thiền vu của Nam Hung Nô, năm sau thì mất.